# Halima Aden
Halima Aden é uma modelo somali-americana. Ela é conhecida por ser a primeira mulher a usar um hijab no concurso Miss Minnesota USA, onde foi semifinalista. Após sua participação no concurso, Halima recebeu atenção nacional e assinou contrato com a IMG Models. Ela também foi a primeira modelo a usar hijab e burkini na Sports Illustrated Swimsuit Issue.
Em 2021, ela foi nomeada uma das 100 mulheres da BBC.

## Infância e educação
Halima Aden nasceu no campo de refugiados de Kakuma, no Quênia. Ela é somali e aos seis anos mudou-se para os Estados Unidos, estabelecendo-se em St. Cloud, Minnesota. Ela frequentou a Apollo High School, onde seus colegas a elegeram como a rainha do baile da escola. Ela é uma estudante da St. Cloud State University.

## Carreira
Em 2016, Halima Aden recebeu atenção da mídia nacional depois de competir no concurso Miss Minnesota USA, tornando-se a primeira competidora a usar burquíni e hijabe. Alguns analistas viram isso como um movimento em direção à diversificação na indústria da moda.
No ano seguinte, Halima Aden assinou um contrato de três anos com renovação com a IMG Models. Em fevereiro de 2017, ela fez sua estreia na New York Fashion Week para a marca Yeezy Season 5. Mais tarde, ela atuou como jurada preliminar e de transmissão do concurso Miss USA 2017.
Desde então, ela desfilou para vários designers, incluindo Maxmara e Alberta Ferretti. Ela também participou da Semana de  Moda de Milão, em 2016, e da Semana de Moda Modesta de Londres. Halima Aden posou para American Eagle e British Glamour, e tem uma capa CR Fashion Book.
Halima Aden foi a primeira modelo usando hijabe a desfilar em passarelas internacionais e a assinar com uma grande agência. Em junho de 2017, ela se tornou a primeira modelo a usar hijabe na capa da Vogue Arabia, da Allure, e da Vogue britânica.
Em 2018, Halima Aden tornou-se embaixadora do Fundo de Emergência Internacional para Crianças das Nações Unidas (UNICEF). Seu trabalho é focado nos direitos das crianças.
Em maio de 2019, Halima Aden se tornou a primeira modelo a usar hijabe e burquíni na Sports Illustrated Swimsuit.
Esta não foi a primeira vez em sua carreira que ela quebrou fronteiras, diversificando ainda mais a indústria para ser mais inclusiva para os muçulmanos. Halima Aden afirmou em seu Instagram que sua aparição na Sports Illustrated envia uma mensagem tanto para sua comunidade quanto para o mundo de que "mulheres de todas as origens, aparências, educações ... podem se unir e ser celebradas". Halima se tornou a primeira mulher negra com hijabe a estampar a capa da revista Essence, na edição de janeiro/fevereiro de 2020.
Em abril de 2019, Halima Aden colaborou com a modesta marca de roupas Modanisa para criar sua própria coleção de turbantes e xales chamada Halima x Modanisa. Em entrevista à Teen Vogue, Halima Aden afirmou que sua coleção é para todas, quer usem o hijabe ou não". Ela lançou a coleção na Istanbul Modest Fashion Week, em 20 de abril de 2019.

## Escolhas pessoais na modelagem
Em novembro de 2020, Halima Aden anunciou em uma série de histórias do Instagram que havia desistido de ser modelo de passarela porque isso comprometia suas crenças religiosas, embora desde então ela tenha indicado que faria o trabalho de modelo desde que pudesse definir as condições. Halima Aden recebeu apoio para sua decisão de Rihanna, Gigi Hadid e Bella Hadid. O contrato de modelo de Halima Aden inclui o uso do seu hijabe, já que ela o tornou uma parte inegociável de seu trabalho.

Halima Aden falou sobre as dificuldades que enfrenta em agendar trabalhos de modelo que não se adaptam ao fato de ela usar o hijabe. Ela descreveu experiências positivas como com a Maxmara, onde os looks foram projetados especificamente para ela, considerando suas escolhas de roupas. Halima Aden reafirma que não precisa se adequar aos padrões da sociedade para ser uma modelo de sucesso.
Em novembro de 2020, Halima Aden anunciou que planejava se tornar a primeira mulher somali a competir no Miss Universo.

## Reconhecimento
Em dezembro de 2021, ela foi nomeada uma das 100 mulheres da BBC.